# Бондопаддхай, Бибхутибхушон
Бибхутибхушон Бондопаддхай (бенг. বিভূতিভূষণ বন্দ্যোপাধ্যায়, 12 сентября 1894 — 1 ноября 1950) — бенгальский и индийский писатель

. Автор романов, рассказов, несколько детских книг, путевых заметок и дневников. Всего перу Бондопаддхая принадлежит 16 романов и более 200 рассказов, выходивших в литературных журналах и отдельными сборниками. Многие его произведения были экранизированы.

## Биография
Родился в небольшой деревне Муратипур в ста милях к северу от Калькутты. Его отец умер, когда Бибхутибхушан, старший из пяти детей, был ещё ребёнком. Детство и юность Бибхутибхушана прошли в крайней нищете. Он смог получить среднее образование только благодаря помощи местного благотворителя. В 1914 году он окончил школу, а затем был принят в Рипон-колледж в Калькутте, который окончил в 1918 году. Чтобы заработать на жизнь, Бондопаддхай занялся преподаванием и оставался учителем до конца своих дней.
Его первый его рассказ «Презренная» (Upekshita) был опубликован в журнале Prabasi в 1922 году. 
Почти всю свою жизнь Бондопаддхай провел в небольших городах Бхагалпуре и Гопалнагаре, работая школьным учителем и управляющим имением местного помещика. Вдохновение он черпал в окружающем его мире: герои его произведений — простые бенгальцы, наивные и очень искренние жители небольших городов и деревень. Действие нескольких романов, например, «Песнь дороги», «Мир Бипина», «Образцовый индийский отель», «Иччхамоти» и др., происходит в одном месте — городке Бангаоне, где сам писатель получил среднее образование.
Поскольку большинство его произведений основывалось на личном опыте, некоторые критики обвиняли его в отсутствии фантазии. После этого Бондопаддхай написал приключенческий роман «Лунная гора», герой которого — бенгальский юноша, оказавшийся по воле судьбы в джунглях Восточной Африки.
Непременная черта творческого почерка Бондопаддхая — авторские отступления, носящие скорее созерцательно-философский характер. В рассуждениях «от автора» в романе «Иччхамоти» можно найти отражение концепций адвайта-веданты. Его глубокий философский подтекст и тонкость описаний природы были оценены литературными критиками, и в 1951 году за роман «Иччхамоти» Бондопаддхай получил (посмертно) высшую западнобенгальскую литературную премию имени Рабиндраната Тагора.
При жизни ни одно из его произведений не было экранизировано. Однако, вышедший уже в 1955 году, дебютный фильм Сатьяджита Рая «Песнь дороги», снятый по роману Бондопаддхая, принес ему всемирную известность. Экранизация его романа «Лунная гора» в 2014 году стала самым кассовых фильмом на бенгальском языке.